# 1310
Portal Geschichte | Portal Biografien | Aktuelle Ereignisse | Jahreskalender | Tagesartikel

◄ |
13. Jahrhundert |
14. Jahrhundert
| 15. Jahrhundert | ►

◄ |
1280er |
1290er |
1300er |
1310er
| 1320er | 1330er | 1340er | ►

◄◄ |
◄ |
1306 |
1307 |
1308 |
1309 |
1310
| 1311 | 1312 | 1313 | 1314 | ► | ►►
Staatsoberhäupter  · Nekrolog
| Januar | Januar | Januar | Januar | Januar | Januar | Januar | Januar |
| Kw     | Mo     | Di     | Mi     | Do     | Fr     | Sa     | So     |
| ------ | ------ | ------ | ------ | ------ | ------ | ------ | ------ |
| 1      |        |        |        | 1      | 2      | 3      | 4      |
| 2      | 5      | 6      | 7      | 8      | 9      | 10     | 11     |
| 3      | 12     | 13     | 14     | 15     | 16     | 17     | 18     |
| 4      | 19     | 20     | 21     | 22     | 23     | 24     | 25     |
| 5      | 26     | 27     | 28     | 29     | 30     | 31     |        |

| Februar | Februar | Februar | Februar | Februar | Februar | Februar | Februar |
| Kw      | Mo      | Di      | Mi      | Do      | Fr      | Sa      | So      |
| ------- | ------- | ------- | ------- | ------- | ------- | ------- | ------- |
| 5       |         |         |         |         |         |         | 1       |
| 6       | 2       | 3       | 4       | 5       | 6       | 7       | 8       |
| 7       | 9       | 10      | 11      | 12      | 13      | 14      | 15      |
| 8       | 16      | 17      | 18      | 19      | 20      | 21      | 22      |
| 9       | 23      | 24      | 25      | 26      | 27      | 28      |         |

| März | März | März | März | März | März | März | März |
| Kw   | Mo   | Di   | Mi   | Do   | Fr   | Sa   | So   |
| ---- | ---- | ---- | ---- | ---- | ---- | ---- | ---- |
| 9    |      |      |      |      |      |      | 1    |
| 10   | 2    | 3    | 4    | 5    | 6    | 7    | 8    |
| 11   | 9    | 10   | 11   | 12   | 13   | 14   | 15   |
| 12   | 16   | 17   | 18   | 19   | 20   | 21   | 22   |
| 13   | 23   | 24   | 25   | 26   | 27   | 28   | 29   |
| 14   | 30   | 31   |      |      |      |      |      |

| April | April | April | April | April | April | April | April |
| Kw    | Mo    | Di    | Mi    | Do    | Fr    | Sa    | So    |
| ----- | ----- | ----- | ----- | ----- | ----- | ----- | ----- |
| 14    |       |       | 1     | 2     | 3     | 4     | 5     |
| 15    | 6     | 7     | 8     | 9     | 10    | 11    | 12    |
| 16    | 13    | 14    | 15    | 16    | 17    | 18    | 19    |
| 17    | 20    | 21    | 22    | 23    | 24    | 25    | 26    |
| 18    | 27    | 28    | 29    | 30    |       |       |       |

| Mai | Mai | Mai | Mai | Mai | Mai | Mai | Mai |
| Kw  | Mo  | Di  | Mi  | Do  | Fr  | Sa  | So  |
| --- | --- | --- | --- | --- | --- | --- | --- |
| 18  |     |     |     |     | 1   | 2   | 3   |
| 19  | 4   | 5   | 6   | 7   | 8   | 9   | 10  |
| 20  | 11  | 12  | 13  | 14  | 15  | 16  | 17  |
| 21  | 18  | 19  | 20  | 21  | 22  | 23  | 24  |
| 22  | 25  | 26  | 27  | 28  | 29  | 30  | 31  |

| Juni | Juni | Juni | Juni | Juni | Juni | Juni | Juni |
| Kw   | Mo   | Di   | Mi   | Do   | Fr   | Sa   | So   |
| ---- | ---- | ---- | ---- | ---- | ---- | ---- | ---- |
| 23   | 1    | 2    | 3    | 4    | 5    | 6    | 7    |
| 24   | 8    | 9    | 10   | 11   | 12   | 13   | 14   |
| 25   | 15   | 16   | 17   | 18   | 19   | 20   | 21   |
| 26   | 22   | 23   | 24   | 25   | 26   | 27   | 28   |
| 27   | 29   | 30   |      |      |      |      |      |

| Juli | Juli | Juli | Juli | Juli | Juli | Juli | Juli |
| Kw   | Mo   | Di   | Mi   | Do   | Fr   | Sa   | So   |
| ---- | ---- | ---- | ---- | ---- | ---- | ---- | ---- |
| 27   |      |      | 1    | 2    | 3    | 4    | 5    |
| 28   | 6    | 7    | 8    | 9    | 10   | 11   | 12   |
| 29   | 13   | 14   | 15   | 16   | 17   | 18   | 19   |
| 30   | 20   | 21   | 22   | 23   | 24   | 25   | 26   |
| 31   | 27   | 28   | 29   | 30   | 31   |      |      |

| August | August | August | August | August | August | August | August |
| Kw     | Mo     | Di     | Mi     | Do     | Fr     | Sa     | So     |
| ------ | ------ | ------ | ------ | ------ | ------ | ------ | ------ |
| 31     |        |        |        |        |        | 1      | 2      |
| 32     | 3      | 4      | 5      | 6      | 7      | 8      | 9      |
| 33     | 10     | 11     | 12     | 13     | 14     | 15     | 16     |
| 34     | 17     | 18     | 19     | 20     | 21     | 22     | 23     |
| 35     | 24     | 25     | 26     | 27     | 28     | 29     | 30     |
| 36     | 31     |        |        |        |        |        |        |

| September | September | September | September | September | September | September | September |
| Kw        | Mo        | Di        | Mi        | Do        | Fr        | Sa        | So        |
| --------- | --------- | --------- | --------- | --------- | --------- | --------- | --------- |
| 36        |           | 1         | 2         | 3         | 4         | 5         | 6         |
| 37        | 7         | 8         | 9         | 10        | 11        | 12        | 13        |
| 38        | 14        | 15        | 16        | 17        | 18        | 19        | 20        |
| 39        | 21        | 22        | 23        | 24        | 25        | 26        | 27        |
| 40        | 28        | 29        | 30        |           |           |           |           |

| Oktober | Oktober | Oktober | Oktober | Oktober | Oktober | Oktober | Oktober |
| Kw      | Mo      | Di      | Mi      | Do      | Fr      | Sa      | So      |
| ------- | ------- | ------- | ------- | ------- | ------- | ------- | ------- |
| 40      |         |         |         | 1       | 2       | 3       | 4       |
| 41      | 5       | 6       | 7       | 8       | 9       | 10      | 11      |
| 42      | 12      | 13      | 14      | 15      | 16      | 17      | 18      |
| 43      | 19      | 20      | 21      | 22      | 23      | 24      | 25      |
| 44      | 26      | 27      | 28      | 29      | 30      | 31      |         |

| November | November | November | November | November | November | November | November |
| Kw       | Mo       | Di       | Mi       | Do       | Fr       | Sa       | So       |
| -------- | -------- | -------- | -------- | -------- | -------- | -------- | -------- |
| 44       |          |          |          |          |          |          | 1        |
| 45       | 2        | 3        | 4        | 5        | 6        | 7        | 8        |
| 46       | 9        | 10       | 11       | 12       | 13       | 14       | 15       |
| 47       | 16       | 17       | 18       | 19       | 20       | 21       | 22       |
| 48       | 23       | 24       | 25       | 26       | 27       | 28       | 29       |
| 49       | 30       |          |          |          |          |          |          |

| Dezember | Dezember | Dezember | Dezember | Dezember | Dezember | Dezember | Dezember |
| Kw       | Mo       | Di       | Mi       | Do       | Fr       | Sa       | So       |
| -------- | -------- | -------- | -------- | -------- | -------- | -------- | -------- |
| 49       |          | 1        | 2        | 3        | 4        | 5        | 6        |
| 50       | 7        | 8        | 9        | 10       | 11       | 12       | 13       |
| 51       | 14       | 15       | 16       | 17       | 18       | 19       | 20       |
| 52       | 21       | 22       | 23       | 24       | 25       | 26       | 27       |
| 53       | 28       | 29       | 30       | 31       |          |          |          |

| Januar | Januar | Januar | Januar | Januar | Januar | Januar | Januar |
| Kw     | Mo     | Di     | Mi     | Do     | Fr     | Sa     | So     |
| ------ | ------ | ------ | ------ | ------ | ------ | ------ | ------ |
| 1      |        |        |        | 1      | 2      | 3      | 4      |
| 2      | 5      | 6      | 7      | 8      | 9      | 10     | 11     |
| 3      | 12     | 13     | 14     | 15     | 16     | 17     | 18     |
| 4      | 19     | 20     | 21     | 22     | 23     | 24     | 25     |
| 5      | 26     | 27     | 28     | 29     | 30     | 31     |        |

| Februar | Februar | Februar | Februar | Februar | Februar | Februar | Februar |
| Kw      | Mo      | Di      | Mi      | Do      | Fr      | Sa      | So      |
| ------- | ------- | ------- | ------- | ------- | ------- | ------- | ------- |
| 5       |         |         |         |         |         |         | 1       |
| 6       | 2       | 3       | 4       | 5       | 6       | 7       | 8       |
| 7       | 9       | 10      | 11      | 12      | 13      | 14      | 15      |
| 8       | 16      | 17      | 18      | 19      | 20      | 21      | 22      |
| 9       | 23      | 24      | 25      | 26      | 27      | 28      |         |

| März | März | März | März | März | März | März | März |
| Kw   | Mo   | Di   | Mi   | Do   | Fr   | Sa   | So   |
| ---- | ---- | ---- | ---- | ---- | ---- | ---- | ---- |
| 9    |      |      |      |      |      |      | 1    |
| 10   | 2    | 3    | 4    | 5    | 6    | 7    | 8    |
| 11   | 9    | 10   | 11   | 12   | 13   | 14   | 15   |
| 12   | 16   | 17   | 18   | 19   | 20   | 21   | 22   |
| 13   | 23   | 24   | 25   | 26   | 27   | 28   | 29   |
| 14   | 30   | 31   |      |      |      |      |      |

| April | April | April | April | April | April | April | April |
| Kw    | Mo    | Di    | Mi    | Do    | Fr    | Sa    | So    |
| ----- | ----- | ----- | ----- | ----- | ----- | ----- | ----- |
| 14    |       |       | 1     | 2     | 3     | 4     | 5     |
| 15    | 6     | 7     | 8     | 9     | 10    | 11    | 12    |
| 16    | 13    | 14    | 15    | 16    | 17    | 18    | 19    |
| 17    | 20    | 21    | 22    | 23    | 24    | 25    | 26    |
| 18    | 27    | 28    | 29    | 30    |       |       |       |

| Mai | Mai | Mai | Mai | Mai | Mai | Mai | Mai |
| Kw  | Mo  | Di  | Mi  | Do  | Fr  | Sa  | So  |
| --- | --- | --- | --- | --- | --- | --- | --- |
| 18  |     |     |     |     | 1   | 2   | 3   |
| 19  | 4   | 5   | 6   | 7   | 8   | 9   | 10  |
| 20  | 11  | 12  | 13  | 14  | 15  | 16  | 17  |
| 21  | 18  | 19  | 20  | 21  | 22  | 23  | 24  |
| 22  | 25  | 26  | 27  | 28  | 29  | 30  | 31  |

| Juni | Juni | Juni | Juni | Juni | Juni | Juni | Juni |
| Kw   | Mo   | Di   | Mi   | Do   | Fr   | Sa   | So   |
| ---- | ---- | ---- | ---- | ---- | ---- | ---- | ---- |
| 23   | 1    | 2    | 3    | 4    | 5    | 6    | 7    |
| 24   | 8    | 9    | 10   | 11   | 12   | 13   | 14   |
| 25   | 15   | 16   | 17   | 18   | 19   | 20   | 21   |
| 26   | 22   | 23   | 24   | 25   | 26   | 27   | 28   |
| 27   | 29   | 30   |      |      |      |      |      |

| Juli | Juli | Juli | Juli | Juli | Juli | Juli | Juli |
| Kw   | Mo   | Di   | Mi   | Do   | Fr   | Sa   | So   |
| ---- | ---- | ---- | ---- | ---- | ---- | ---- | ---- |
| 27   |      |      | 1    | 2    | 3    | 4    | 5    |
| 28   | 6    | 7    | 8    | 9    | 10   | 11   | 12   |
| 29   | 13   | 14   | 15   | 16   | 17   | 18   | 19   |
| 30   | 20   | 21   | 22   | 23   | 24   | 25   | 26   |
| 31   | 27   | 28   | 29   | 30   | 31   |      |      |

| August | August | August | August | August | August | August | August |
| Kw     | Mo     | Di     | Mi     | Do     | Fr     | Sa     | So     |
| ------ | ------ | ------ | ------ | ------ | ------ | ------ | ------ |
| 31     |        |        |        |        |        | 1      | 2      |
| 32     | 3      | 4      | 5      | 6      | 7      | 8      | 9      |
| 33     | 10     | 11     | 12     | 13     | 14     | 15     | 16     |
| 34     | 17     | 18     | 19     | 20     | 21     | 22     | 23     |
| 35     | 24     | 25     | 26     | 27     | 28     | 29     | 30     |
| 36     | 31     |        |        |        |        |        |        |

| September | September | September | September | September | September | September | September |
| Kw        | Mo        | Di        | Mi        | Do        | Fr        | Sa        | So        |
| --------- | --------- | --------- | --------- | --------- | --------- | --------- | --------- |
| 36        |           | 1         | 2         | 3         | 4         | 5         | 6         |
| 37        | 7         | 8         | 9         | 10        | 11        | 12        | 13        |
| 38        | 14        | 15        | 16        | 17        | 18        | 19        | 20        |
| 39        | 21        | 22        | 23        | 24        | 25        | 26        | 27        |
| 40        | 28        | 29        | 30        |           |           |           |           |

| Oktober | Oktober | Oktober | Oktober | Oktober | Oktober | Oktober | Oktober |
| Kw      | Mo      | Di      | Mi      | Do      | Fr      | Sa      | So      |
| ------- | ------- | ------- | ------- | ------- | ------- | ------- | ------- |
| 40      |         |         |         | 1       | 2       | 3       | 4       |
| 41      | 5       | 6       | 7       | 8       | 9       | 10      | 11      |
| 42      | 12      | 13      | 14      | 15      | 16      | 17      | 18      |
| 43      | 19      | 20      | 21      | 22      | 23      | 24      | 25      |
| 44      | 26      | 27      | 28      | 29      | 30      | 31      |         |

| November | November | November | November | November | November | November | November |
| Kw       | Mo       | Di       | Mi       | Do       | Fr       | Sa       | So       |
| -------- | -------- | -------- | -------- | -------- | -------- | -------- | -------- |
| 44       |          |          |          |          |          |          | 1        |
| 45       | 2        | 3        | 4        | 5        | 6        | 7        | 8        |
| 46       | 9        | 10       | 11       | 12       | 13       | 14       | 15       |
| 47       | 16       | 17       | 18       | 19       | 20       | 21       | 22       |
| 48       | 23       | 24       | 25       | 26       | 27       | 28       | 29       |
| 49       | 30       |          |          |          |          |          |          |

| Dezember | Dezember | Dezember | Dezember | Dezember | Dezember | Dezember | Dezember |
| Kw       | Mo       | Di       | Mi       | Do       | Fr       | Sa       | So       |
| -------- | -------- | -------- | -------- | -------- | -------- | -------- | -------- |
| 49       |          | 1        | 2        | 3        | 4        | 5        | 6        |
| 50       | 7        | 8        | 9        | 10       | 11       | 12       | 13       |
| 51       | 14       | 15       | 16       | 17       | 18       | 19       | 20       |
| 52       | 21       | 22       | 23       | 24       | 25       | 26       | 27       |
| 53       | 28       | 29       | 30       | 31       |          |          |          |

## Ereignisse

### Politik und Weltgeschehen

#### Heiliges Römisches Reich / Frankreich
- Ende Juni: Im Vertrag von Paris kommt es zwischen König Philipp IV. von Frankreich und dem römisch-deutschen König Heinrich VII. zu einer burgfriedensähnlichen Verständigung. Strittige Fragen sollen durch Schiedsgericht entschieden werden.

Wappen Lyons

- 22. Juli: Nach dreimonatiger Belagerung erobern französische Truppen die bisher zum Heiligen Römischen Reich gehörende Stadt Lyon. Der Vertrag von Paris ist damit hinfällig. Diplomatische Kontakte werden vorläufig abgebrochen.
- 30. August: Heinrich VII. setzt Heinrich von Kärnten als König von Böhmen ab. Er vermählt seinen Sohn Johann mit der Tochter des früheren böhmischen Königs Wenzel II., nachdem er Johann mit dem Königreich Böhmen belehnt hat. Dadurch ist Böhmen und Luxemburg als Hausmacht der Luxemburger vereinigt.

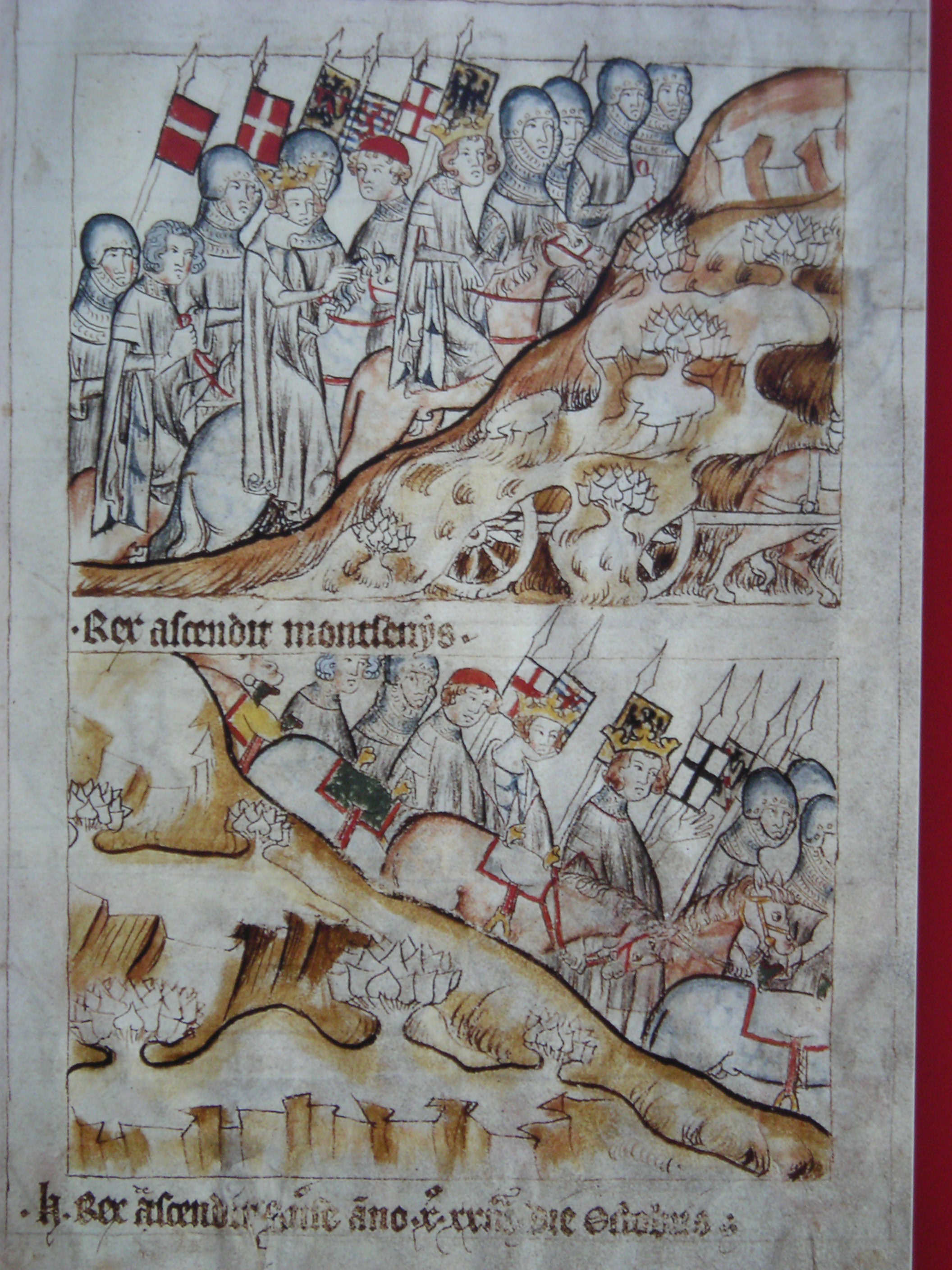
Codex Balduini Trevirensis: Die Alpenüberquerung Heinrichs VII. mit seinem Heer

- Oktober: Heinrich VII. unternimmt den Versuch einer Renovatio imperii und zieht nach Italien. Ende Oktober überschreitet er den Mont Cenis, während sein Sohn Johann als Reichsvikar zurückbleibt. Die Kaiserwürde steht in Reichsitalien unter dem Zeichen andauernder Machtkämpfe zwischen den kaisertreuen Ghibellinen und den papsttreuen und kaiserfeindlichen Guelfen. Heinrich ist anfänglich um einen Ausgleich zwischen den Fraktionen bemüht.
- Nach seiner Ankunft in Italien hält Heinrich sich zunächst im Raum Turin auf, wo ihm eine erste Gesandtschaft der lombardischen Städte huldigt. In dem Bemühen um einen Interessenausgleich greift der König wiederholt in die inneren Verhältnisse der Kommunen ein und lässt sich deren Anerkennung der kaiserlichen Oberherrschaft urkundlich bestätigen. Faktisch übernimmt er damit die direkte Regierungsgewalt über die Kommune und übt eine Schiedsrichterfunktion aus. Der König versucht außerdem mit der Einsetzung königlicher Vikare eine Verwaltung in Oberitalien zu etablieren. Sein Schwager Amadeus V. von Savoyen, der dabei eine wesentliche Rolle spielt, wird zum Generalstatthalter ernannt. Durch die Maßnahmen Heinrichs entsteht schließlich ein Konflikt zwischen dem König und den selbstbewussten Kommunen.

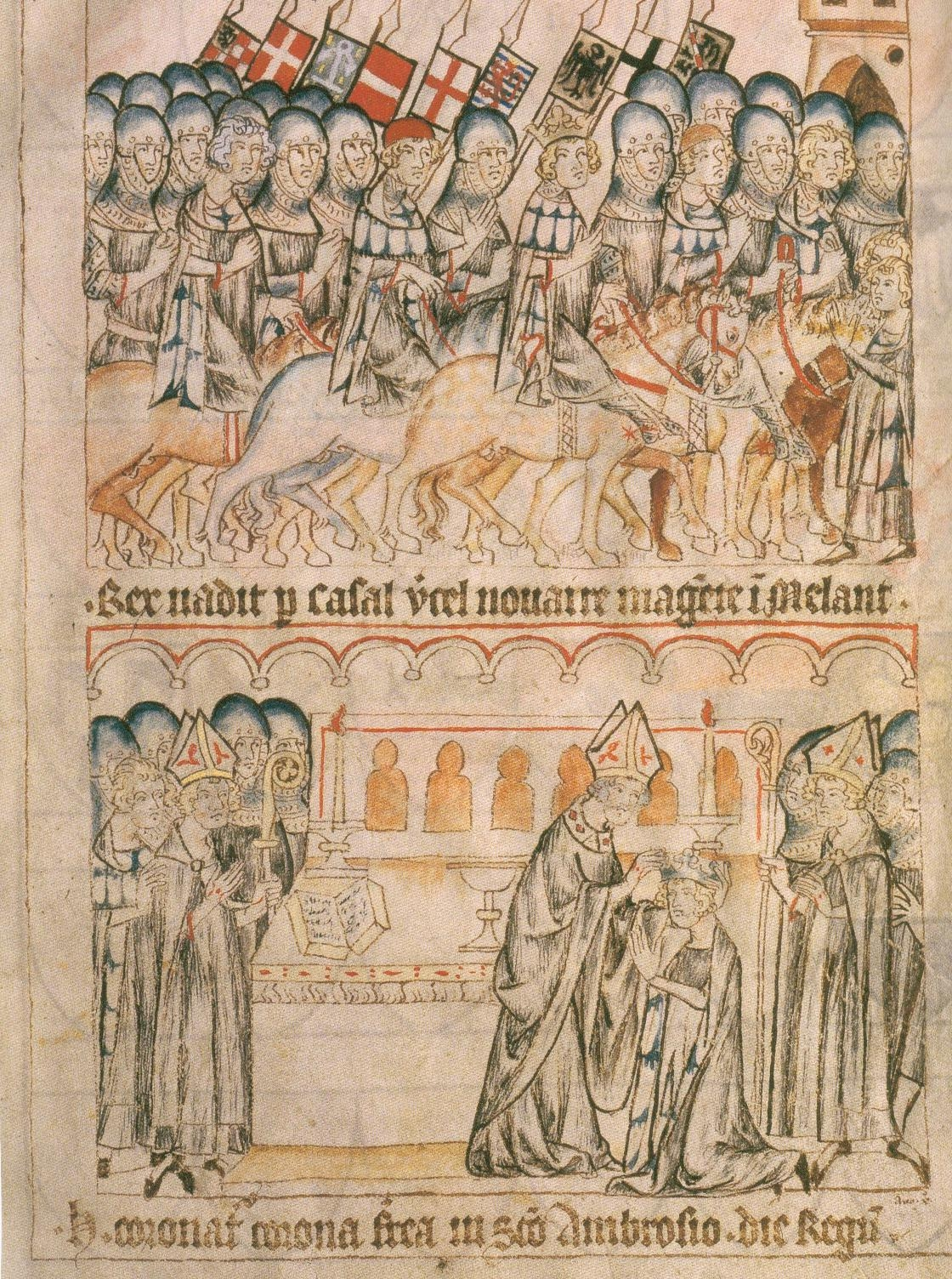
Codex Balduini Trevirensis: Einritt Heinrichs VII. in Mailand

- Ende Dezember: Als Heinrich vor Mailand eintrifft und im Rahmen des üblichen festlich inszenierten Herrschereinzugs (adventus regis) die Stadt betritt, stößt er erstmals auf Widerstand kaiserfeindlicher Kräfte unter der Führung des Stadtherren Guido della Torre. Dennoch kommt es vorläufig zu einer oberflächlichen Aussöhnung zwischen Guido und seinem kaiserfreundlichen Widersacher Matteo I. Visconti.

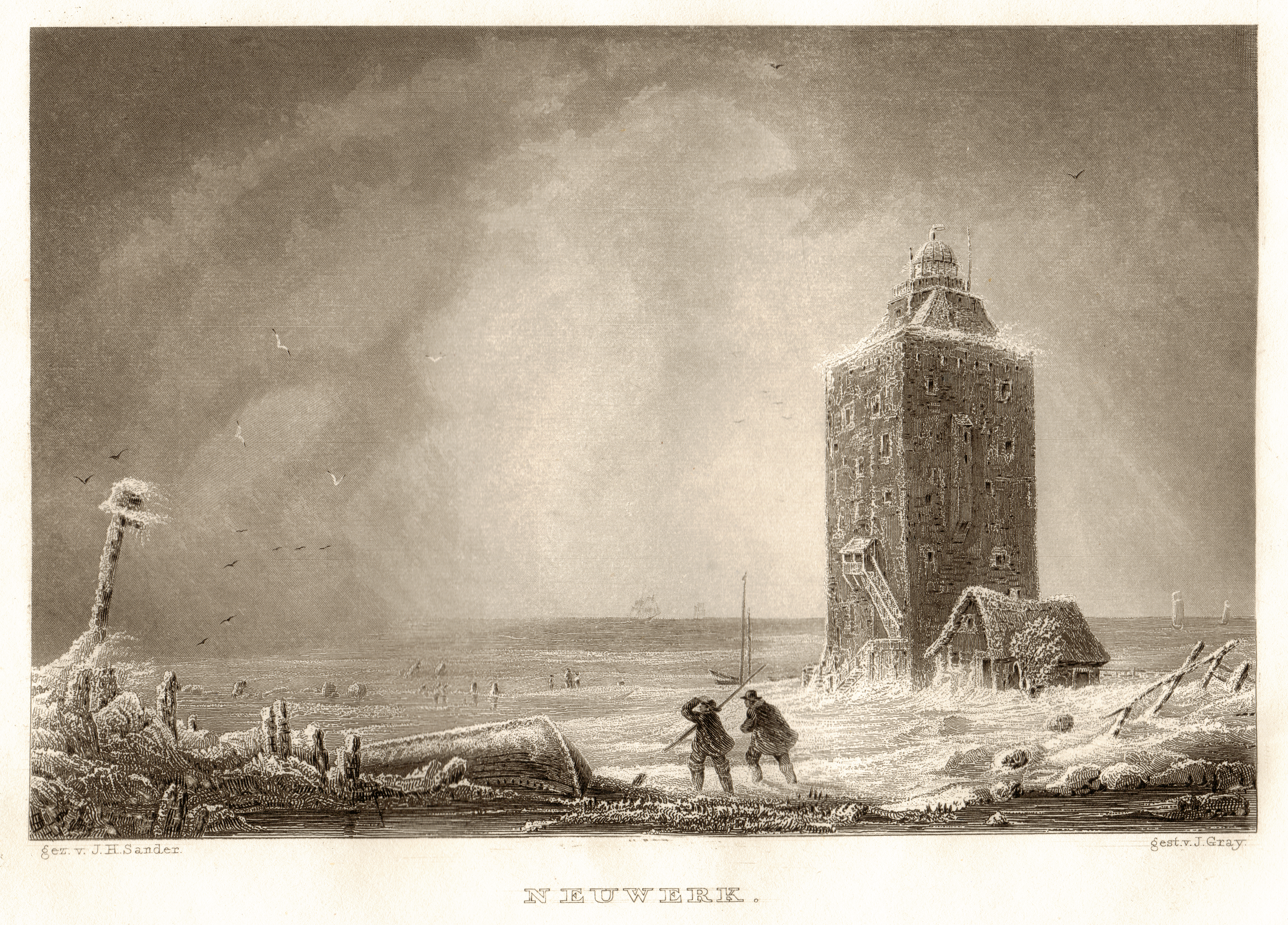
Turm von Neuwerk bei Sturmflut, Stahlstich (um 1840) von Jens Gray/Johann Heinrich Sander

- Ratsherr Gerhard von Köln übernimmt die erste Wache auf dem neu errichteten Turm auf dem seit 1286 zu Hamburg gehörenden Teil der Insel Neuwerk.

#### Republik Venedig
- 14. Juni: Unter der Führung von Baiamonte Tiepolo und der Familie Badoer beginnt in Venedig ein Aufstand gegen den Dogen Pietro Gradenigo. Tiepolo, Nachkomme zweier früherer Dogen möchte die Seerepublik in eine Erbmonarchie umwandeln. Da der Doge jedoch frühzeitig gewarnt wird, kann der Aufstand schon am nächsten Tag niedergeschlagen werden.
- 10. Juli: In der Republik Venedig wird als Folge des Aufstands der Rat der Zehn zunächst befristet als gerichtliches Gremium eingeführt. In den folgenden Jahren entwickelt sich das Gremium zu einem der wichtigsten Verfassungsorgane der Republik.

#### Afrika

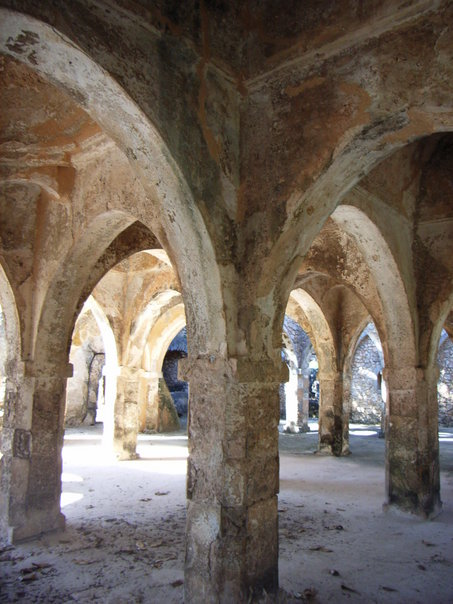
Die große Moschee in Kilwa

- um 1310: Al-Hasan ibn Sulaiman Abu'l-Mawahib wird Sultan von Kilwa Kisiwani an der afrikanischen Ostküste.

#### Urkundliche Ersterwähnungen
- Erste urkundliche Erwähnung von Häslach und von La Chaux-du-Milieu
- Erste urkundliche Erwähnung des Nikolaimarkts in München

### Religion
- Karl von Anjou gründet das Erzbistum Korfu, Zakynthos und Kefalonia mit Sitz in Korfu. Es umfasst die Inseln Korfu, Kefalonia und Zakynthos und die Region Epirus.
- Jacques Arnaud Duèze, der spätere Papst Johannes XXII., wird Bischof von Avignon.
- Die Alte Kirche von Södra Råda wird errichtet.

## Geboren

### Geburtsdatum gesichert
- 30. April: Kasimir III. der Große, König von Polen († 1370)
- 12. September: Niccolò Acciaiuoli, italienischer Politiker († 1365)
- 30. November: Friedrich der Ernsthafte, Markgraf von Meißen und Landgraf von Thüringen († 1349)

### Genaues Geburtsdatum unbekannt
- Barawa Gyeltshen Pelsang, Person des tibetischen Buddhismus († 1391)
- Gilbert de Umfraville, englischer Adeliger mit schottischem Titel († 1381)
- Leonor de Guzman, kastilische Adelige († 1351)
- Johanna von Évreux, Königin von Frankreich († 1371)
- Künga Gyeltshen Pel Sangpo, Person des tibetischen Buddhismus († 1358)
- Laura de Noves, französische Adelige († 1348)
- Janusz Suchywilk, Kanzler des Königreichs Polen und Erzbischof von Gnesen († 1382)
- Urban V., Papst († 1370)
- Tidemann Warendorp, Lübecker Bürgermeister († 1366)

### Geboren um 1310
- Andronikos III. Komnenos, Kaiser und Großkomnene von Trapezunt († 1332)
- Beatrice von Savoyen, Königin von Böhmen († 1331)
- Henry of Grosmont, Mitglied des englischen Königshauses und Diplomat im Hundertjährigen Krieg († 1361)
- Peter Lacy, englischer Geistlicher und Lordsiegelbewahrer († 1375)
- Matilda of Lancaster, englische Adelige († 1377)
- Jovan Oliver, serbischer Adeliger († 1358)

## Gestorben

### Todesdatum gesichert
- 4. Januar: Oringa Menabuoi, italienische Ordensgründerin und Selige der katholischen Kirche (* 1237)
- 11. Februar: Marguerita d’Oingt, südfranzösische Mystikerin und lateinische und frankoprovenzalische Autorin
- 17. Februar: Alexis Falconieri, italienischer Heiliger, Ordensgründer (* um 1200)
- 8. April: Johann I. von Bilstein, deutscher Adeliger
- 5. Mai: Siegfried II. von Querfurt, Bischof von Hildesheim (* vor 1279)
- 22. Mai: Humilitas von Vallombrosa, italienische Ordensfrau und Begründerin der Vallombrosanerinnen (* um 1226)
- 25. Mai: Otto III., Graf von Görz und Tirol und Herzog von Kärnten und Krain (* um 1265)
- 1. Juni: Marguerite Porete, französischsprachige theologische Schriftstellerin und Begine (* um 1250/1260)
- 5. Juni: Amalrich, Titularfürst von Tyrus, Konstabler von Jerusalem, sowie Konstabler und Regent von Zypern (* um 1272)
- 4. Juli: Heinrich I. von Rosenberg, Oberstkämmerer des Königreichs Böhmen
- 9. September: Heinrich, Herr von Besmedin in der Grafschaft Tripolis
- 17. September: Bernhard III., Reichsgraf von Wölpe sowie Erzbischof von Magdeburg und Bremen (* um 1230/1240)
- 18. September: Isarnus von Fontiano, Erzbischof von Riga, Erzbischof von Lund und Erzbischof von Salerno
- 1. Oktober: Beatrix von Burgund, Herrin von (Dame de) Bourbon und Gräfin von Charolais (* 1257/1258)
- 29. Oktober: Otto, Graf von Kleve (* um 1278)
- 10. Dezember: Stephan I., Herzog von Niederbayern (* 1271)
- 20. Dezember: Pedro Rodríguez, Bischof von Burgos

### Genaues Todesdatum unbekannt
- Abū l-Barakāt an-Nasafī, hanafitischer Rechtsgelehrter und Theologe (* um 1240)
- Salomo ben Abraham Adret, katalanischer Rabbiner und jüdischer Gelehrter (* 1235)
- Athanasios I., Patriarch von Konstantinopel und Heiliger der griechisch-orthodoxen Kirche (* 1230)
- Baibars II., Sultan der Mamluken in Ägypten
- Burchard von Schwanden, Hochmeister des Deutschen Ordens (* um 1245)
- John de Clinton, englischer Adeliger (* um 1258)
- Enguerrand IV. de Coucy, Herr von Coucy, Marle und La Fère
- Raymund Gaufredi, Generalminister der Franziskaner
- William de Leyburn, englischer Adeliger und Militär
- Georgios Pachymeres, byzantinischer Gelehrter, Dichter und Schriftsteller (* 1242)
- Schams ad-Din Muhammad, Imam der Nizariten

### Gestorben um 1310
- Arnolfo di Cambio, italienischer Architekt und Bildhauer (* um 1240)